# 앨리슨 두덱
앨리슨 두덱(Alyson Dudek, 1990년 7월 30일 ~ )은 미국의 쇼트트랙 선수이다. 2010년 동계 올림픽 3000m 계주에서 동메달을 목에 걸었다.